# Newbury, Vermont

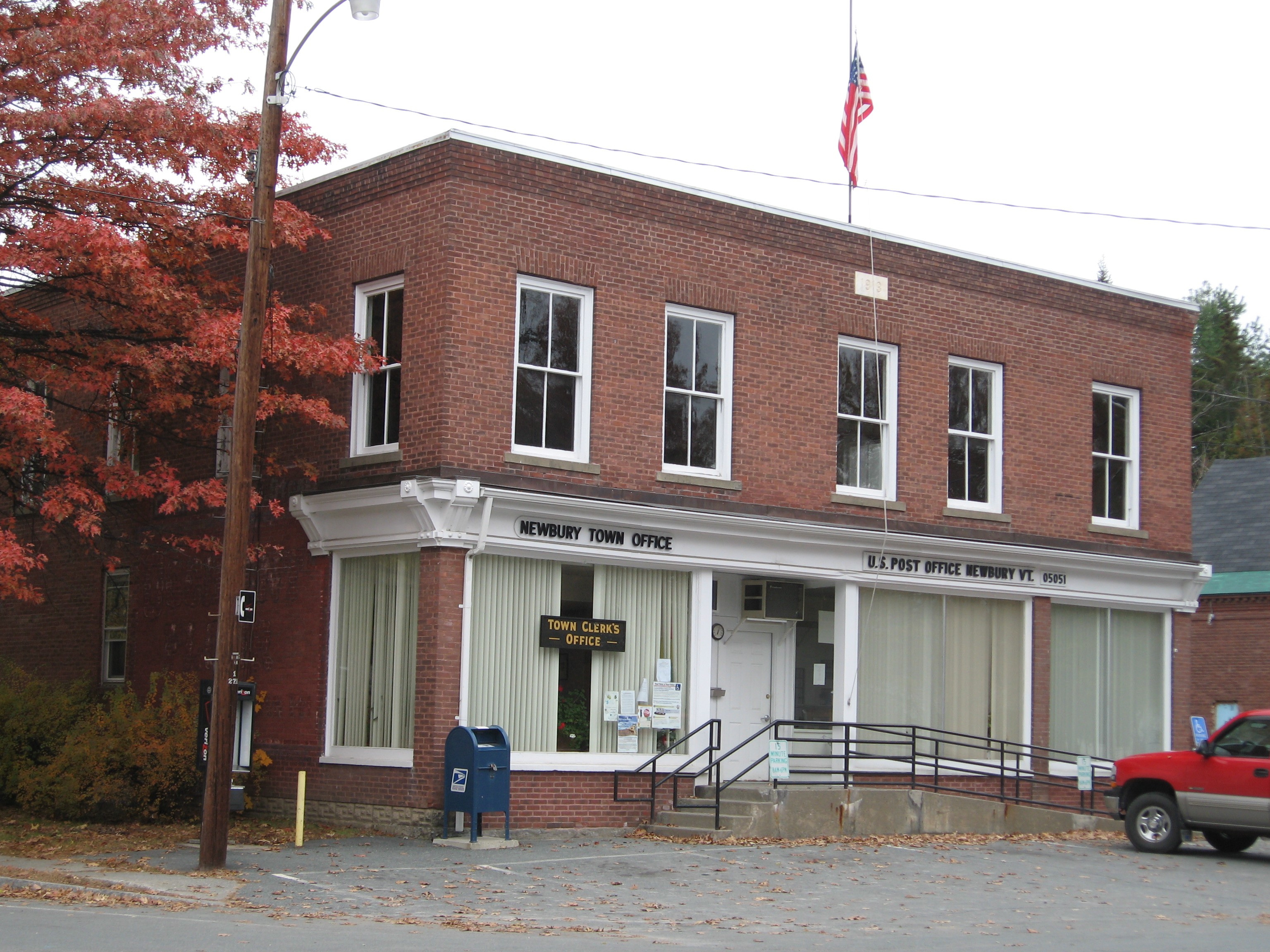
Newburys kommunalhus och post.

Newbury är en kommun (town) i Orange County i delstaten Vermont, USA. Vid folkräkningen år 2000 bodde 1 955 personer på orten. Den har enligt United States Census Bureau en area på totalt 166,9 km², varav 0,7 km² är vatten.  